# Adriana Chechik
Adriana Chechik, de son nom patronymique Dezarae Kristina Charles, née le 4 novembre 1991 en Pennsylvanie, est une actrice américaine de films pornographiques. Elle a exercé la profession d'effeuilleuse avant d'intégrer l'industrie du "X".

## Biographie
Adriana Chechik, d'origine anglo-russe, a grandi en famille d’accueil. Après l'obtention de son General Educational Development, elle intègre l'université Drexel où elle étudie la biochimie.
D'après ses dires, elle commence sa carrière comme effeuilleuse au cabaret Scarlett à Hallandale Beach en Floride avant d'intégrer l'industrie pornographique en 2011. Elle choisit son nom de scène en s'inspirant de celui du réalisateur de film d'horreur David Chechik. En mai 2013, elle signe un contrat non exclusif d'un an avec les studios Erotique Entertainment. Elle affirme qu'avant ses débuts dans l'industrie pornographique, elle n'avait eu de rapports sexuels qu'avec un seul homme.
Adriana Chechik réalise son premier gang bang et sa première double pénétration pour la vidéo This Is My First... A Gangbang Movie de Digital Sin mis sur le marché le 7 novembre 2013. Elle tourne sa première triple pénétration anale pour le film Gangbang Me. en 2014.
Elle lance son propre site adrianachechik.com sur le Réseau Cherry Pimps le 5 septembre 2014.
En octobre 2022, Chechik participe à la TwitchCon où elle se blesse grièvement en sautant dans une fosse remplie de cubes de mousse. Elle a rapporté que sa chute a provoqué au moins deux fractures de la colonne vertébrale qui ont nécessité la pose chirurgicale d'une tige.

## Filmographie sélective
Films érotiques
- 2015 : Erotic Vampires of Beverly Hills : Tish

Films pornographiques
Le nom du film est suivi du nom de ses partenaires lors des scènes pornographiques.
- 2013 : Road Queen 25 avec Prinzzess
- 2013 : Road Queen 26 avec Shyla Jennings
- 2013 : Road Queen 27 avec Elle Alexandra
- 2013 : Women Seeking Women 95 avec Amber Chase
- 2013 : Mother-Daughter Exchange Club 28 avec Mellanie Monroe
- 2013 : Mother-Daughter Exchange Club 30 avec Darla Crane (scène 1) ; avec Dyanna Lauren (scène 4)
- 2014 : Mother-Daughter Exchange Club 32 avec Zoey Holloway
- 2014 : Cheer Squad Sleepovers 9 avec Scarlet Red
- 2014 : Cheer Squad Sleepovers 10 avec Whitney Westgate
- 2014 : Cheer Squad Sleepovers 11 avec Belle Noire
- 2014 : Gangbang Me avec Criss Strokes, Erik Everhard, James Deen, John Strong, Mick Blue
- 2014 : Internal Damnation 8 avec Manuel Ferrara
- 2014 : Sloppy Head 6
- 2014 : Violation of Adriana Chechik
- 2014 : We Live Together.com 35 avec Jasmine Wolff
- 2015 : Fuck a Fan 26
- 2015 : Women Seeking Women 119 (intervention non sexuelle)
- 2015 : Women Seeking Women 123 avec Shy Love
- 2015 : The Turning: A Lesbian Horror Story avec Mercedes Carrera (1) ; Dana Vespoli (2) ; Jelena Jensen (3) ; Carter Cruise et Tara Morgan (4) ; Carter Cruise, Jelena Jensen et Tara Morgan (5) ; Anikka Albrite et Dana Vespoli (6)
- 2016 : Alexis Texas Loves Girls
- 2016 : Dream Pairings: Adriana and Riley avec Riley Reid
- 2017 : Art of Lesbian Anal avec Lyra Law
- 2017 : Hot Girls in Love
- 2018 : Thirsty Pussy
- 2018 : True Anal Love 2 avec Jynx Maze et Mike Adriano
- 2019 : Lick Me Till I Cum
- 2019 : Swallowed 28
- 2020 : Creampie Compilation - Jonni Darkko
- 2021 : Adriana Chechik: Huge Cock Slobber Job
- 2021 : Baddies 5
- 2022 : Dirty Intentions 15
- 2022 : Family Always Comes First 8
- 2022 : Fill Her Up
- 2023 : Blowbangs

## Distinctions

### Récompenses
- AVN Awards 2017 : Performeuse de l'année (Female Performer of the Year)[9]
- AVN Awards 2015 :
  - Most Outrageous Sex Scene (avec Erik Everhard, James Deen et Mick Blue) pour Gangbang Me
  - Best Anal Sex Scene (avec Manuel Ferrara) pour Internal Damnation 8
- NightMoves Award 2015 : Best Body (Editor’s Choice)
- XBIZ Awards 2015 : Best Scene - Non-Feature Release (avec Mick Blue, James Deen, Erik Everhard, Criss Strokes et John Strong) pour Gangbang Me
- XRCO Awards 2015 :
  - Superslut
  - Orgasmic Nataliste
- XRCO Awards 2016 : Female Performer of the Year

| Année | Cérémonie   | Prix                                                                           | Résultat   | Film |
| ----- | ----------- | ------------------------------------------------------------------------------ | ---------- | --- |
| 2018  | AVN Awards  | Performeuse de l'année (Female Performer of the Year)                          | Nomination | – |
| 2018  | AVN Awards  | Meilleure scène de sexe anal (Best Anal Sex Scene)                             | Nomination | Adriana Chechik Is The Extreme Anal Queen (scène avec James Deen) |
| 2018  | AVN Awards  | Meilleure scène de double pénétration (Best Double Penetration Sex Scene)      | Nomination | Cuckold Sessions: Adriana Chechik (scène avec Isiah Maxwell et Rico Strong) |
| 2018  | AVN Awards  | Meilleure scène de sexe de groupe (Best Group Sex Scene)                       | Nomination | Adriana Chechik Is The Squirt Queen (scène avec Mark Wood, Mr. Pete, Small Hands, Tommy Gunn et Toni Ribas)                                                                             |
| 2018  | AVN Awards  | Meilleure scène de sexe entre filles de groupe (Best All-Girl Group Sex Scene) | Nomination | Performers of the Year 2017 (scène avec Riley Reid et Veronica Rodriguez) |
| 2018  | AVN Awards  | Meilleure scène de sexe « transexuels » (Best Transsexual Sex Scene)           | Lauréat    | Adriana Chechik Is the Squirt Queen (scène avec Aubrey Kate) |
| 2018  | AVN Awards  | Meilleure scène de sexe en réalité virtuelle (Best Virtual Reality Sex Scene)  | Lauréat    | Zombie Slayers (scène avec Arya Fae, Megan Rain et Tommy Gunn) |
| 2018  | AVN Awards  | Scène de sexe la plus scandaleuse (Most Outrageous Sex Scene)                  | Nomination | Big Messy Gangbang (scène avec Chanel Preston, Alex Legend, John Strong, Jon Jon, Markus Dupree, Mike Mancini, Ricky Johnson, Small Hands, Steve Holmes, Tommy Pistol et Tony Martinez) |
| 2018  | XBIZ Awards | Performeuse de l'année (Female Performer of the Year)                          | Nomination | – |
| 2018  | XBIZ Awards | Meilleure scène de sexe dans une vignette (Best Sex Scene — Vignette Release)  | Nomination | Crossing Borders (scène avec Chad White et Tommy Pistol) |
| 2018  | XBIZ Awards | Meilleure scène de sexe dans une comédie (Best Sex Scene — Comedy Release)     | Nomination | Bad Babes Inc. (scène avec Ryan Ryder) |
| 2018  | XRCO Awards | Performeuse de l'année (Female Performer of the Year)                          | À venir    | – |
| 2018  | XRCO Awards | Superslut                                                                      | À venir    | – |
| 2018  | XRCO Awards | Orgasmic Analist                                                               | À venir    | – |